# (2751) Campbell
(2751) Campbell – planetoida z grupy pasa głównego asteroid okrążająca Słońce w ciągu 3 lat i 268 dni w średniej odległości 2,41 j.a. Została odkryta 7 września 1962 roku w Goethe Link Observatory (Indiana Asteroid Program) w Brooklynie w stanie Indiana. Nazwa planetoidy pochodzi od Williama Wallace Campbella (1862-1938), amerykańskiego astronoma. Przed nadaniem nazwy planetoida nosiła oznaczenie tymczasowe (2751) 1962 RP.